# Albert Woldemar Hollander
Albert Woldemar Hollander (* 11. Septemberjul. / 22. September 1796greg. in Riga, Gouvernement Livland; † 6. März 1868 in Birkenruh (Bērzaine), heute zu Cēsis in Lettland) war ein deutsch-baltischer Pädagoge.

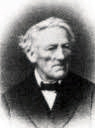
Albert Woldemar Hollander

## Leben
Albert Woldemar Hollander entstammte einer Rigaer Patrizierfamilie. Er besuchte zuerst das Graue Kloster in Berlin und dann das Rigaer Gymnasium. Von 1815 bis 1819 studierte er in Dorpat, Jena und Berlin Theologie und Philologie. Er war Anhänger der Theologie Schleiermachers. Während seines Studiums wurde er 1816 Mitglied der Urburschenschaft und 1818 der Alten Berliner Burschenschaft. Als Mitglied der Burschenschaft nahm er 1817 am Wartburgfest teil. Hollander besuchte das Institut von Johann Heinrich Pestalozzi in der Schweiz. Von ihm beeindruckt, gründete er 1825 in Birkenruh in Livland eine große Schul- und Erziehungsanstalt, das nachmalige Landesgymnasium Birkenruh. Er leitete es 43 Jahre lang. Die Universität Jena verlieh ihm 1850 die Ehrendoktorwürde. Hollander starb an den Folgen einer Erkältung, die er sich bei der Bergung einer Erfrorenen zugezogen hatte.